# Baracska
Baracska község Fejér vármegyében, a Martonvásári járásban.

## Fekvése
Fejér vármegye délkeleti részén, a Váli-víz mellett fekszik Budapesttől 37, Érdtől 15, Martonvásártól 3,5, Váltól 9,5, Alcsútdoboztól 18, Bicskétől 25, a megyeszékhely Székesfehérvártól 30 kilométerre.

### Közlekedés
A település közigazgatási területén áthalad a 7-es főút és az M7-es autópálya is. Alcsútdobozzal a 8111-es számú mellékút köti össze, Kajászó, Vál és Tabajd érintésével.
A hazai vasútvonalak közül a MÁV 30a számú Budapest–Murakeresztúr-vasútvonala érinti, amelynek egy megállási pontja van itt, Baracska megállóhely.

## Története
Baracska és környéke a falu északi részén előkerült római kori leletek tanúsága szerint már az ókorban is lakott hely volt; később a Bojta kun (kabar) vezértől származtatott Baracska nemzetség fészke lett.
Neve már 1212-ben felbukkant fennmaradt oklevélben, akkor Boroksa alakban írták, és már templomos hely volt. Itt épült fel a Baracska nemzetség monostora Mindenszentek tiszteletére.
1212-ben Baran fia Ipolit itteni saját egyházának (eccl-e sue, quam in pr-o nomine Boroksa construxit in honore…) adta baracskai birtokát a hozzá tartozó földekkel, szolgákkal, s állatokkal együtt, s végül ajándékozott még három ezüstserleget is.
E nemzetség a tatárjárás alatt valószínűleg elpusztult, mert neve későbbi dokumentumokban nem fordul elő.
1289 táján Baracskai Pál fiai pereskedtek Kartali Jaakkal és Berki Tamással.
A középkorban nemesi birtokosok lakták. A török hódoltság idején pusztává vált.
Fényes Elek a Magyarország Geographiai Szótára (1851) című művében az alábbiakat írja Baracskáról:
"Baracska, puszta, Székes-Fejér vgyében, Martonvásár és Velencze közt a budai országútban, 379 kath., 1018 ref., 12 evang., 41 zsidó lak. Ref. anyaekklézsia. Nagy termékeny határ. F. u. Pázmándy, Szűcs, Roboz, Kenessy, Hollósy, Kazay, Domokos, s m t."
1850 májusában Vörösmarty Mihály házat és földet vásárolt a községhez tartozó Szentivánpusztán. 1853 tavaszáig tartózkodott itt, itt írta „Előszó" című költeményét.
Közigazgatási területén (Annamajorban) 1945 óta büntetés-végrehajtási intézet és bv-munkáltatást szolgáló állami tulajdonú gazdaság üzemel Baracskai Országos Büntetés-végrehajtási Intézet és Annamajori Kft. néven.

## Közélete

### Polgármesterei
- 1990–1994: Boriszov Zoltán (független)[6]
- 1994–1998: Boriszov Zoltán (független)[7]
- 1998–2002: Boriszov Zoltán (független)[8]
- 2002–2006: Boriszov Zoltán (független)[9]
- 2006–2010: Boriszov Zoltán (független)[10]
- 2010–2014: Boriszov Zoltán (független)[11]
- 2014–2019: Boriszov Zoltán (független)[12]
- 2019–2024: Szőlősy Attila (Fidesz-KDNP)[13]
- 2024– : Szőlősy Attila (Fidesz-KDNP)[1]

## Népesség
A település népességének változása:
| Lakosok száma | 2694 | 2681 | 2670 | 2781 | 3839 | 3049 | 3037 |
|               | 2013 | 2014 | 2015 | 2021 | 2022 | 2023 | 2024 |

A 2011-es népszámlálás során a lakosok 83,6%-a magyarnak, 8,1% cigánynak, 0,8% németnek, 0,5% románnak mondta magát (16,1% nem nyilatkozott; a kettős identitások miatt a végösszeg nagyobb lehet 100%-nál). A vallási megoszlás a következő volt: római katolikus 24,6%, református 16,3%, evangélikus 0,5%, görögkatolikus 0,4%, felekezeten kívüli 21,4% (34% nem nyilatkozott).
2022-ben a lakosság 90,2%-a vallotta magát magyarnak, 1,7% cigánynak, 0,7% németnek, 0,6% románnak, 0,3% ukránnak, 0,2-0,2% bolgárnak, szlováknak és szerbnek, 0,1-0,1% szlovénnak, lengyelnek, örménynek és horvátnak, 3,2% egyéb, nem hazai nemzetiségűnek (8,1% nem nyilatkozott; a kettős identitások miatt a végösszeg nagyobb lehet 100%-nál). Vallásuk szerint 22,9% volt római katolikus, 15,2% református, 0,8% görög katolikus, 0,5% ortodox, 0,4% evangélikus, 0,1% izraelita, 2% egyéb keresztény, 0,8% egyéb katolikus, 22,8% felekezeten kívüli (33,8% nem válaszolt).

## Híres személyek
- Itt született 1857-ben Szalay József történész, országos levéltári fogalmazó, egyetemi magántanár.
- Itt született 1864-ben Perczelné Kozma Flóra, a magyar unitarizmus egyik legrangosabb képviselője.

## Nevezetességei
- Református templom. Klasszicista stílusban épült a XIX. században. 1944-45-ben leégett, de 1957-58-ban eredeti formájában helyreállították. Három harangja van.
- Vörösmarty Mihály emlékműve.
- Baracska-Annamajorban található a Közép-dunántúli Országos Büntetés-végrehajtási Intézet.[16][17]
- Kozma Ferenc (1826–1892) mezőgazdász, miniszteri tanácsos, lótenyésztési szakember emlékműve és sírja.